# Lapa de Gargantáns
La Lapa de Gargantáns est un mégalithe datant du Chalcolithique situé près de la commune de Moraña, dans la province de Pontevedra en Galice.

## Situation
Il est situé dans la parroquia San Martiño de Gargantáns, à une vingtaine de kilomètres au nord-est de Pontevedra.

## Description
Daté de 3 000 à 2 000 av. J.-C., le menhir, de forme conique à base carrée, est en partie enfoui sous terre. Il a une hauteur totale de 2,35 m ; la portion visible mesure 1,92 m,.

## Histoire
En 1980, il a été redressé et déplacé de son emplacement d'origine.

## Galerie

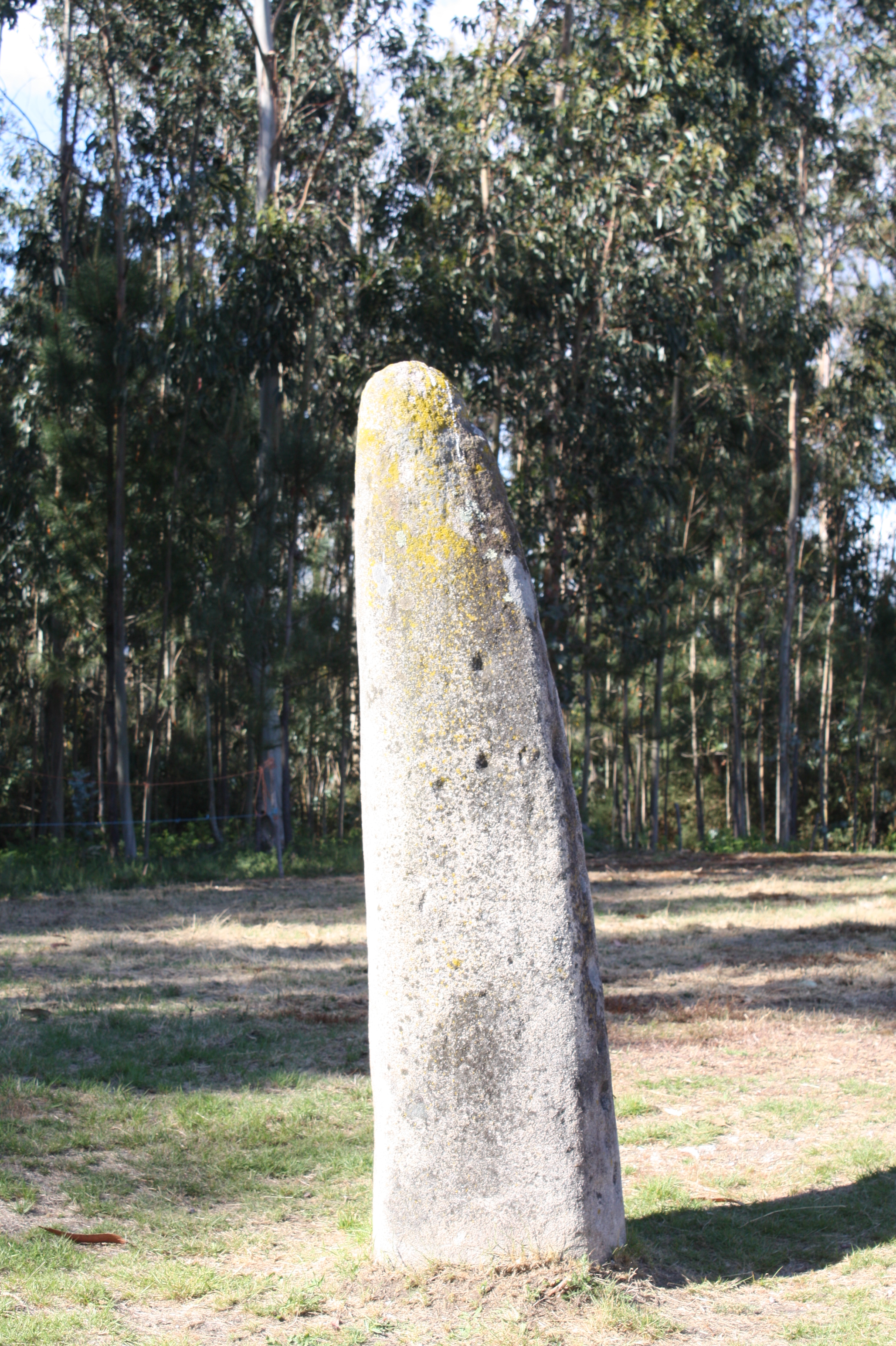
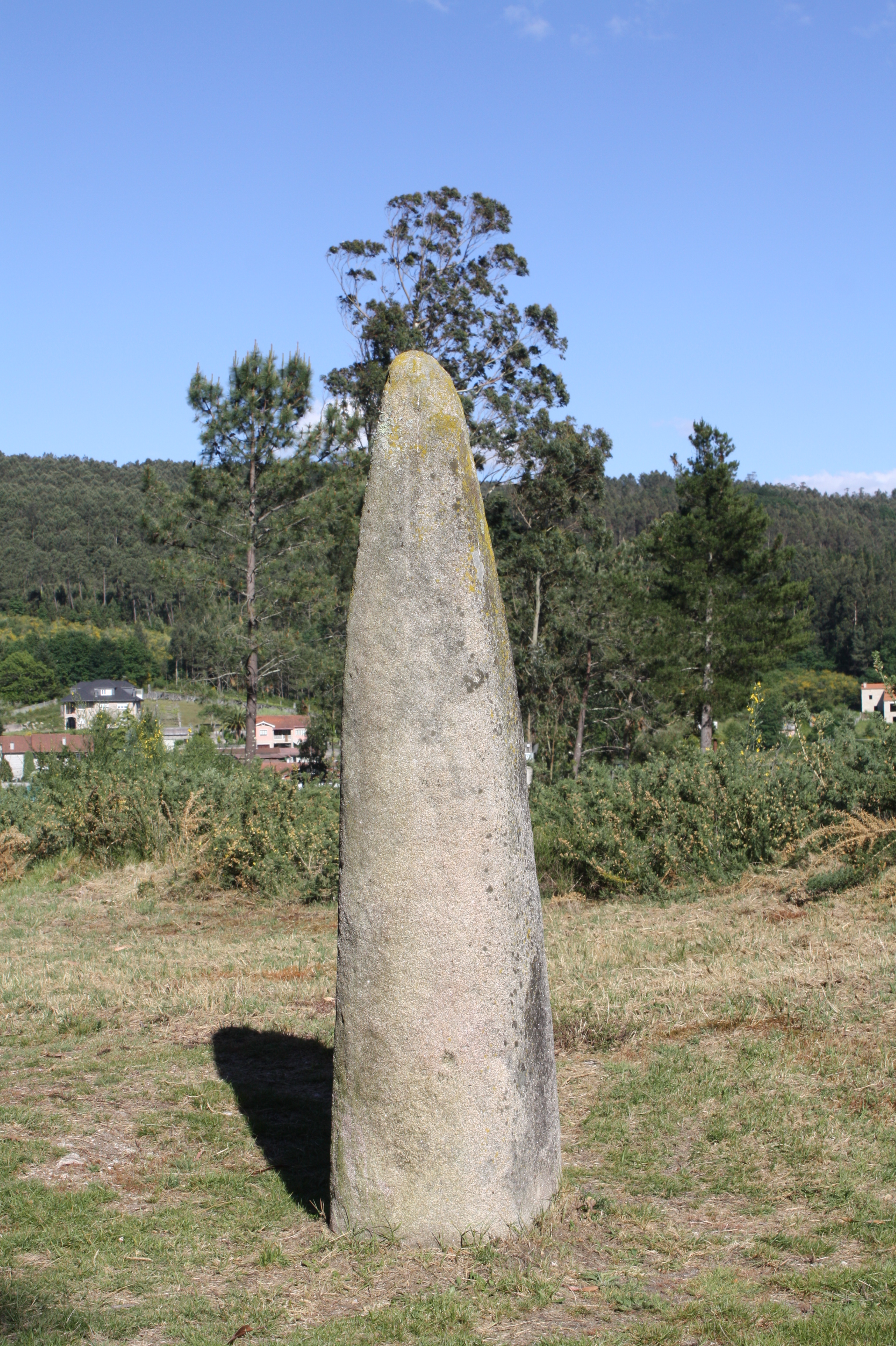
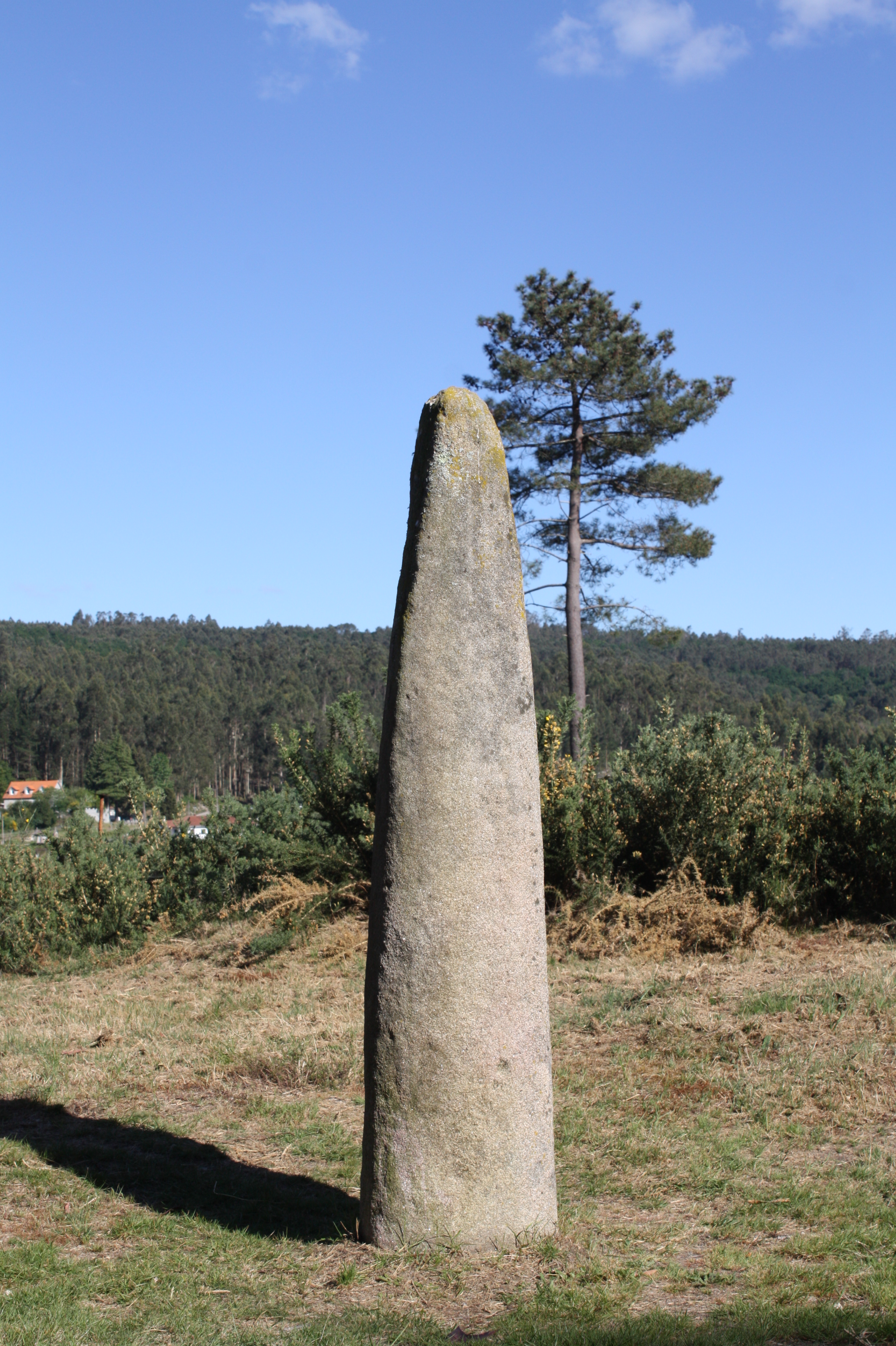